# 赛富时
Salesforce是一個以提供個人化需求進行客户关系管理規劃和服務的網際網路企業，總部位於美國加利福尼亞州舊金山。

## 历史
Salesforce公司于1999年由当时37岁的甲骨文（Oracle）高级副总裁，俄罗斯裔美国人马克·贝尼奥夫（Marc Benioff，1964/09/25-）创办。贝尼奥夫從中學時代就開始寫軟體賺錢，15歲時創立Liberty Software公司，然後進入南加州大學（USC）就讀，畢業後就進入甲骨文公司，在创建云计算公司之前曾在不同的部門歷練了13年。23歲的贝尼奥夫曾獲得甲骨文公司Rookie of the Year的最高殊榮；26歲時，贝尼奥夫成為甲骨文公司有史以來最年輕的副總裁。
贝尼奥夫長期推廣SaaS（Software As A Service，軟體即服務）的觀念，後來更開創新的里程碑，提出PaaS（Platform As A Service，平台即服務），並和Parker Harris, Dave Moellenhoff, Frank Dominguez等人創立Salesforce.com公司來提供PaaS服務，他將Salesforce.com的市場定位为“软件终结者”。
2000年，贝尼奥夫提出"1-1-1模式"的社會企業概念 -- Salesforce.com公司回饋1%的產品，1%的股權，1%的員工時數給其客戶的社區。至今，已有超過了700家公司採用"1-1-1模式"。
2016年6月1日Salesforce.com以每股75美元的現金，斥資28億美元收購電子商務解決方案提供商Demandware。
2016年8月2日Salesforce.com以換股形式斥資5.82億美元收購文件編輯軟件開發商Quip。
2016年10月3日Salesforce.com斥资7亿美元收購广告管理平台Krux Digital。
2018年3月21日Salesforce.com以每股現金36美元和0.0711股Salesforce股票，相當於每股44.89美元，斥资65億美元(507億港元)收購軟體整合平台業者MuleSoft。
2019年6月10日Salesforce將以換股方式，每股Tableau可換取1.103股Salesforce股票，相當於每股177.88美元，斥资157億美元收購數據分析平台Tableau。
2019年8月7日Salesforce以13.5億美元收購解決方案軟件公司ClickSoftware。
2020年12月1日Salesforce以每股現金26.79美元和0.0776股Salesforce股票，斥资277億美元收購企業即時通訊平台Slack。

## 产品
Salesforce公司提供按需定制的软件服务，用户每个月需要支付类似租金的费用来使用网站上的各种服务，这些服务涉及客户关系管理的各个方面，从普通的联系人管理，产品目录到订单管理，机会管理，销售管理等。他提供一个平台，使得客户无需拥有自己的软件，也无需花费大量资金和人力用于记录的维护，储存和管理，所有的记录和数据都储存在salesforce.com上面。同时和普通的自己购买的软件不一样，用户随时可以根据需要去增加新的功能或者去除一些不必要的功能，真正地實現了按需使用。

## 里程碑

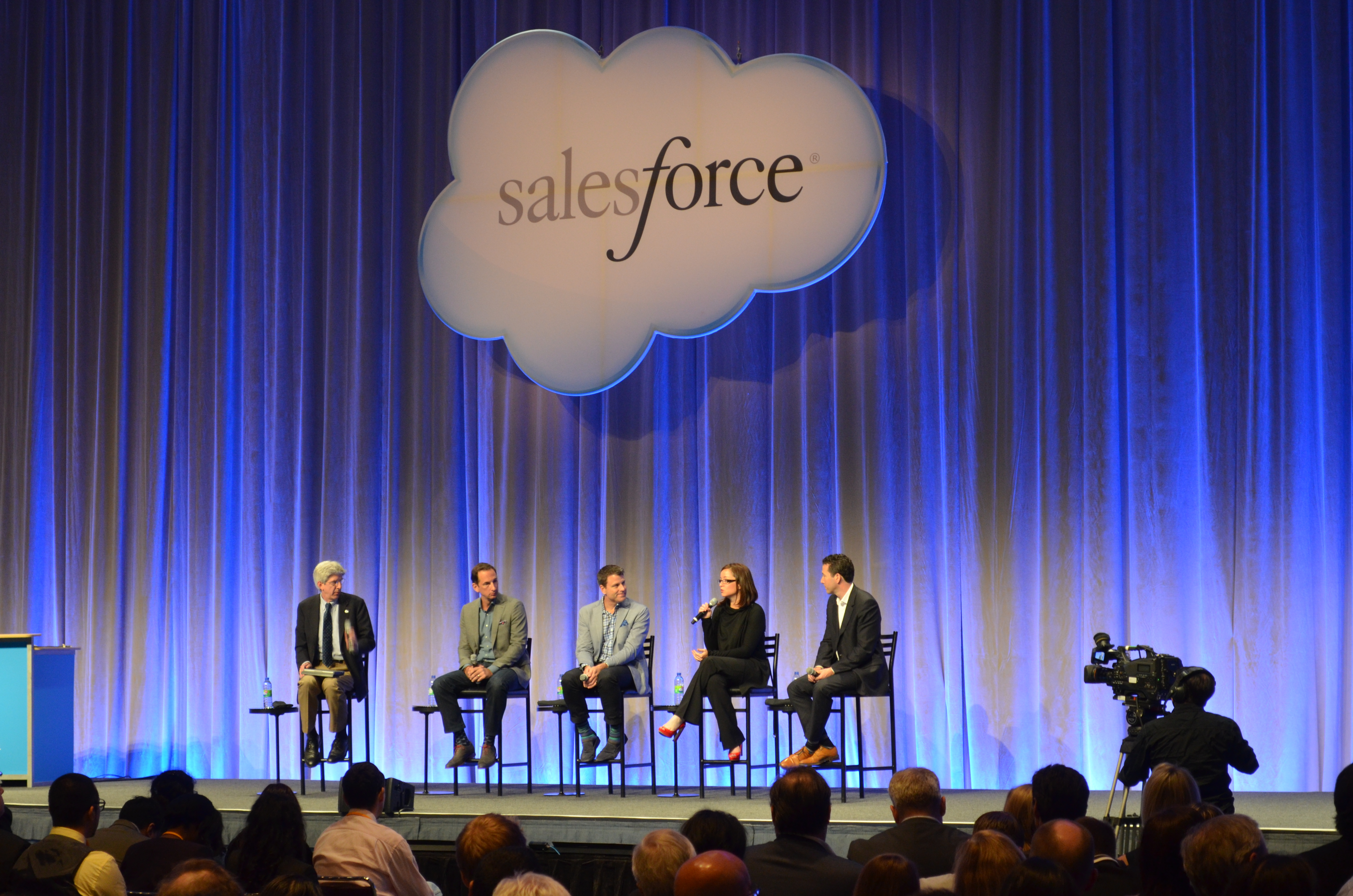
2013年Salesforce舉行的Customer Company Tour

- 1999年salesforce.com及其Salesforce.com Foundation成立－End of Software开始
- 2000年salesforce.com推出首个SFA应用程序
- 2001年salesforce.com推出首个CRM应用程序
- 2002年salesforce.com推出首个客户服务应用程序
- 2003年salesforce.com推出Sforce，为世界首个公开的企业云计算API程序语言
- 2004年Sunguard成为第1000名订户
- 2005年salesforce.com推出Force.com AppExchange
- 2006年思科系统成为第1万5千名订户
- 2006年salesforce.com推出Apex，为世界首个云计算程序语言
- 2007年日本邮政成为第50,000名订户
- 2007年订户达100万名及单日交易达1亿次
- 2007年推出Force.com研发平台
- 2008 Force.com荣获Wall Street Journal Technology Innovation Award
- 2009年成为首家年度收入达10亿美元的企业云计算公司
- 2009年获《福布斯》杂志选为发展最迅速的科技公司，排名仅次Google
- 2009年总订户达150万名
- 2009年新增首个拥有达75,000名订户的客户
- 2009年共10万项应用程序由12万4千名开发商在Force.com量身订做